# Pyramica transversa
Pyramica transversa är en myrart som först beskrevs av Santschi 1913.  Pyramica transversa ingår i släktet Pyramica och familjen myror. Inga underarter finns listade i Catalogue of Life.